# Hisae Imai
Hisae Imai (今井 寿恵, Imai Hisae, 1931-2009) est une photographe japonaise spécialisée dans la photographie de chevaux.
Née à Tokyo en 1931, Imai est diplômée de la « Bunka Gakuin » (文化学院) en 1952. Sa première exposition personnelle se tient en 1952; à partir des années 1970, la plupart de ses nombreuses expositions personnelles sont des photographies de chevaux.
Imai Hisae meurt le 17 février 2009.
Les œuvres d'Imai sont représentées dans les collections permanentes du musée métropolitain de photographie de Tokyo, de l'université Nihon, du museum of Modern Art (NYC), du George Eastman House (Rochester, NY), de la BnF (Paris), du museum für Kunst und Gewerbe, du musée préfectoral d'art de Yamaguchi, du musée de la ville de Kawasaki et du musée des arts photographiques de Kiyosato.